# Museo del presepe e pinacoteca civica di Imperia
Il Museo del presepe - Pinacoteca civica è un museo della città di Imperia ed ha sede in piazza del Duomo, nell'ottocentesco palazzo del Collegio. 
Il museo, restaurato nel 2008, è costituito da quattro sale espositive. Nell'ampio corridoio di accesso sono collocati due grandi quadri seicenteschi, opera del pittore Francesco Bruno e due video che raccontano al visitatore la storia ed il restauro delle statue del presepe, statue che si trovano nella sala degli stucchi, all'interno di una grande teca in vetro. Nelle due sale laterali che completano la struttura museale sono invece conservati i quadri della pinacoteca.

## Storia del presepe di Imperia
La grande stagione settecentesca del Presepe genovese aveva veduto esplicarsi un'ampia committenza da parte di privati e di diversi enti religiosi alle numerose di botteghe specializzate in questo genere d'arte. Nello studio specifico di questo argomento gli storici d'arte devono ancora lavorare a fondo nell'analisi stilistica e nell'attribuzione ai vari artisti operanti.
L'autore che meglio di ogni altro ha rappresentato questo genere di opere è stato Anton Maria Maragliano (Genova 1664 - 1739). Apprendista nella bottega scultorea dell'Arata, perfezionò successivamente la sua tecnica sotto la guida del maestro Torre. 

Maragliano è stato un autore fecondo che riscosse un notevole successo in tutta la Liguria e nel basso Piemonte, divenendo punto di riferimento per l'arte dell'intaglio ligneo delle successive generazioni di scultori.
Il Presepe conservato nel museo di Imperia, costituito da centotredici statuine lignee settecentesche, proviene dalla bottega genovese di Maragliano. Tracce documentarie attendibili collocano questi manufatti negli anni compresi fra il 1724 ed il 1741.